# Yoko (arrondissement)
Pour les articles homonymes, voir Yoko.
Yoko est un arrondissement du département du Plateau au Bénin.

## Géographie
Yoko est une division administrative sous la juridiction de la commune de Sakété,.

## Démographie
Selon le recensement de la population effectué par l'Institut national de la statistique du Bénin en 2013, YOKO compte 13965 habitants pour une population masculine de 6594 contre 7371 femmes pour un ménage de 2561[pas clair].